# Live EP (Live at Fashion Rocks)
Live EP (Live at Fashion Rocks) è un EP del gruppo musicale canadese Arcade Fire e del cantautore britannico David Bowie, pubblicato nel 2005. 

## Tracce
1. Life on Mars? (David Bowie) – 4:54
2. Wake Up (Arcade Fire) – 5:43
3. Five Years (David Bowie) – 3:46